# 宮城県道142号岩切停車場線
宮城県道142号岩切停車場線（みやぎけんどう142ごう いわきりていしゃじょうせん）は、宮城県仙台市宮城野区のJR東北本線岩切駅と宮城県道35号泉塩釜線を結ぶ一般県道である。

## 概要

### 路線データ
- 起点：岩切停車場[1]
- 終点：仙台市宮城野区岩切[1]
- 実延長：837.4 m[2]

## 歴史
- 1958年（昭和33年）3月31日 - 宮城県が一般県道74号岩切停車場線（岩切停車場 - 一般県道根白石塩釜線交点）として、路線認定[3]。
- 2010年（平成22年）1月19日 - 旧県道泉塩釜線の一部区間を編入し、終点が移動[4]。

## 地理

### 通過する自治体
- 仙台市宮城野区

### 交差する道路
- 宮城県道270号利府岩切停車場線（仙台市宮城野区岩切・起点）
- 宮城県道35号泉塩釜線（仙台市宮城野区岩切・終点）

### 沿線の施設
- JR東北本線岩切駅
- 仙台岩切郵便局